# Дениз Крозби
Дениз Крозби (енгл. Denise Crosby) је америчка глумица, рођена 24. новембра 1957. године у Холивуду (Калифорнија). Најпознатија је по улози Наташе Јар у серији Звездане стазе.